# クリストフ1世 (バーデン辺境伯)

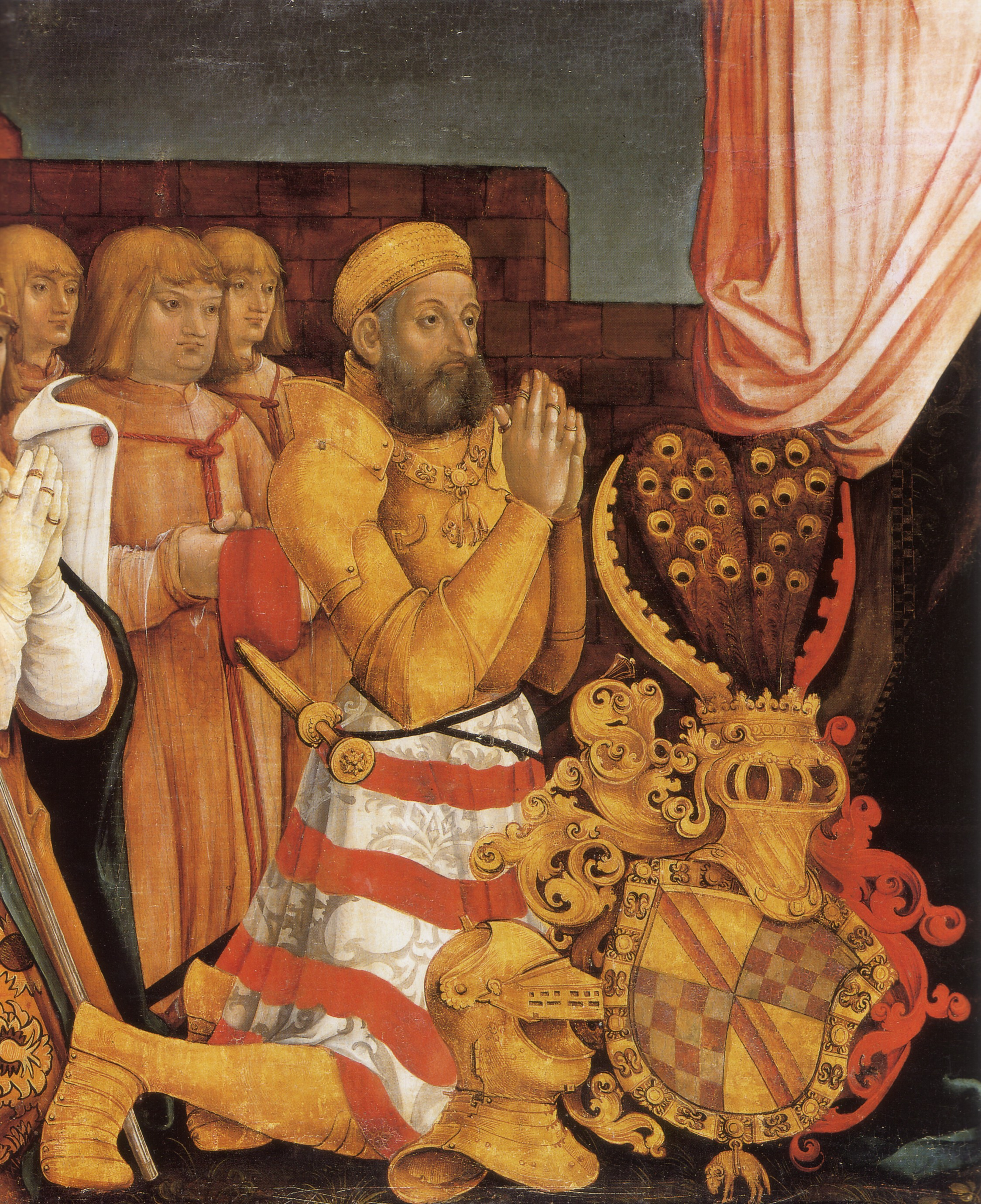
クリストフ1世とその家族

クリストフ1世（クリストフ1せい、Christoph I. von Baden、1453年11月13日 - 1527年3月19日）は、バーデン辺境伯（在位：1475年 - 1515年）。1503年に分家のハッハベルク＝ザウセンベルク辺境伯家が断絶すると、同家の領土をバーデン家領に統合した。

## 生涯
ツェーリンゲン家のバーデン辺境伯カール1世とその妻で神聖ローマ皇帝フリードリヒ3世の妹であるオーストリア大公女カタリーナの間に生まれた。シュパイヤーとフライブルクで幅広い学校教育を受け、1476年にはすぐ下の弟アルブレヒト（1456年 - 1488年）と共にバーデン辺境伯領の統治者となった。しかし同年、アルブレヒトは相続分としてホッホベルク伯領を譲られたため、バーデン辺境伯領はクリストフ1世が単独で治めた。
クリストフ1世は1476年から6年にわたって次弟アルブレヒトと互いの相続した領地の境界線問題で協議を続け、1482年に最終的な境界線を確定した。もっとも、アルブレヒトは自らの領地の統治権を兄に返還したため、バーデン辺境伯家の領土の一体性は保たれた。1488年にアルブレヒトは子供のないまま亡くなり、ホッホベルクの城と領地は名実ともにクリストフ1世の財産となった。
クリストフ1世の統治は母方の親族であるハプスブルク家から大きな影響を受けた。辺境伯位を継いだ年から、クリストフ1世は部隊を引き連れて伯父の皇帝フリードリヒ3世によるブルゴーニュ公シャルル突進公に対する戦いを支援している。その息子のマクシミリアン1世の下で、クリストフ1世は勇猛かつ奸智に長けた名将としてネーデルラントで高い評判を得た。マクシミリアン1世はクリストフ1世にネーデルラント西部（但しルクセンブルクの総督職は与えなかった）の統治を任せ、1491年にはメヘレンにおいて金羊毛騎士団の騎士に叙任している。
クリストフ1世は1489年、シュヴァーベン同盟に参加し、同盟の理念である平和的共存に従って、ヴュルテンベルクを始めとする近隣の領邦との友好関係を保った。平和共存を保つことで、クリストフ1世は自らの領国の強化に努めることが出来た。1479年にバーデン＝バーデンに新宮殿（Neues Schloss）を建設し、この宮殿を住まいとした。
1490年8月31日、クリストフ1世は同じツェーリンゲン家の子孫で、男子相続者のいないハッハベルク＝ザウセンベルク辺境伯フィリップとの間に相続問題に関する「レッテルン協定（Röttelsche Gemächt）」を結び、フィリップの死後はクリストフ1世がハッハベルク＝ザウセンベルク辺境伯領を受け継ぐことになった。1493年、フィリップからザウセンベルク領の行政権を委譲され、10年後の1503年9月9日にフィリップが亡くなると、クリストフ1世がレッテルン、ザウセンベルク及びバーデンヴァイラーの所領を受け継いだ。彼は素早くハッハベルク＝ザウセンベルクの領土を占領して領民に忠誠を誓わせた。これにより、クリストフ1世は長く分裂状態にあったツェーリンゲン家領を統合することに成功した。
フィリップの一人娘でヌーシャテル女伯のヨハンナは、父の死後の1504年にフランス貴族のロトラン侯爵ルイ・ドルレアン（ジャン・ド・デュノワの孫）と結婚した。ヨハンナはバーデン辺境伯家の支配を嫌うハッハベルク＝ザウセンベルクの等族やフランス王家の支援を受け、ハッハベルク＝ザウセンベルク辺境伯領の相続を主張、ヨハンナが1543年に死んだ後は息子のフランソワ・ドルレアンとその子孫のオルレアン＝ロトラン侯爵家が請求権を保持した。オルレアン＝ロトラン家は1581年、22万5000グルデンの補償金と引き換えにようやくハッハベルク＝ザウセンベルクの請求権を放棄した。
他方、ハプスブルク家もブライスガウ辺境伯領に対する相続請求を行った。この対立は1741年、バーデン＝ドゥルラハ辺境伯家が23万グルデンをハプスブルク家に補償として支払うことで解決している。
クリストフ1世は晩年には心身ともに衰弱し、1515年には3人の息子ベルンハルト、フィリップ及びエルンストにバーデン辺境伯領の統治権を譲らざるを得なくなり、翌1516年には息子達の後見下におかれ、引退から12年後の1527年に死んだ。
バーデン辺境伯領はクリストフ1世の息子の世代で、バーデン＝バーデン辺境伯領とバーデン＝ドゥルラハ辺境伯領の2つに分裂した。バーデン家領は1771年、バーデン＝ドゥルラハ辺境伯カール・フリードリヒによって再統合された。

## 子女
1468年12月19日、カッツェンエルンボーゲン伯フィリップ1世の娘オッティーリエ（1453年 - 1517年）と結婚し、間に15人の子供をもうけた。
- オッティーリエ（1470年 - 1490年） - プフォルツハイム女子修道院長
- ヤーコプ（1471年 - 1511年） - トリーア大司教
- マリー（1473年 - 1519年） - リヒテンタール女子修道院長
- ベルンハルト（1474年 - 1536年） - バーデン辺境伯
- カール（1476年 - 1510年） - ストラスブールとトリーアの司教座聖堂参事会員
- クリストフ（1477年 - 1508年） - ストラスブールとケルンの司教座聖堂参事会員
- フィリップ（1478年 - 1533年） - バーデン辺境伯
- ルドルフ（1481年 - 1532年） - マインツ、ケルン、ストラスブール、アウクスブルクの司教座聖堂参事会員
- エルンスト（1482年 - 1553年） - バーデン辺境伯
- ヴォルフガング（1484年 - 1522年）
- ジビッレ（1485年 - 1518年） - 1505年、ハーナウ＝リヒテンベルク伯フィリップ3世と結婚
- ロジーネ（1487年 - 1554年） - 1503年にホーエンツォレルン伯フランツ・ヴォルフガングと結婚
- ヨハン（1490年）
- ベアトリクス（1492年 - 1535年） - 1508年、プファルツ＝ジンメルン公ヨハン2世と結婚
- ゲオルク（1493年）